# 人身御供
人身御供（ひとみごくう）とは、人間を神への生贄とすること。人身供犠（じんしんくぎ/じんしんきょうぎ）とも。また、生贄の「贄（ニエ）｣は神や帝に捧げる鳥・魚・新穀などの食物の意味である。
転じて比喩的表現として、権力者など強者に対して通常の方法ではやってもらえないようなことを依頼するため、もしくは何らかの大きな見返りを得るために、理不尽にもかかわらずその犠牲になることに対しても使われている。

## 概要
人身御供の行為は、特にアニミズム文化を持つ地域の歴史に広く見られる。人間にとって、最も重要と考えられる人身を供物として捧げる事は、神などへの最上級の奉仕だという考え方からである。
災害においては、自然が飢えて生贄を求め猛威を振るっているとして、大規模な災害が起こる前に、適当な人身御供を捧げる事で、災害の発生防止を祈願した。
山がちな日本の国土では、河川は急流が多く、たびたび洪水を起こす。古代人はこれを、河川のありようを司る水神が生贄を求めるのだと考えた。龍神伝承では、直接的に龍に人身を差し出したと伝えられるが、実際には洪水などの自然災害で死亡する、またはそれを防止するために河川に投げ込まれる、人柱として川の傍に埋められる等したのが伝承の過程で変化して描写されたと考えられている。
これらは後に人身を殺害して捧げる行為が忌避されるにつれ、人の首（切り落とされた頭）に見立てて作られた饅頭や、粘土で作った焼き物（埴輪・兵馬俑）等の代用品が使用されたり、または生涯を神に捧げる奉仕活動を行うという方向に改められるなどして、社会の近代化とともに終息していった。
その一方で、近代から現代に掛けても悪魔崇拝や集団自殺等により、人身を捧げる儀式も発生し、社会問題化する事がある。前者の悪魔崇拝では、中世ヨーロッパの魔女狩りで流布されたサバトの描写中で、赤ん坊を悪魔に捧げたとする伝承（これは「反キリスト教的な行為」と考えられている・後述参照）が、「悪魔を崇拝するのに必要な儀式」として解釈されたのだと考えられ、例えばウェスト・メンフィス3の事件はこのような事例の一つと考えられている。後者の宗教に絡んだ集団自殺行為では、供物として神に捧げられるというよりも、死ぬ事で理想化された死後世界に到達する（人民寺院の集団自殺事例など）という事例が見られる。

## 東アジア

### 中国
中国では殷代の帝辛（紂王）以前には、さかんに生贄が捧げられた。この際には神の意思を確認したらしく、捕らえた異民族の処遇を占ったと見られる甲骨文字も出土している。また、殷代の墓から45人分の殉葬者の人骨が出土した例もある。更に異民族に限らず、殷墟の宮殿の基壇の跡から850人分の武装した軍隊の人骨が戦車（馬車）ごと出土しており、中には高い身分と思われる人物まで含まれていた為、殷の国民も人身御供の対象にされていたと推測されている。
戦国時代の魏では、西門豹が人身御供の儀式をやめさせ国を発展させた。
秦の始皇帝陵の副葬品である陶製の兵馬俑は、それが形を変えた名残りと推定される。

### 日本
儺追祭（なおいまつり）の起源にまつわる話や、諏訪大社（長野県）の御柱にまつわる伝説、倭文神社（奈良県）の大蛇伝説など、人身御供にまつわる話は数多く残されている。

#### 御陵への殉葬
3世紀、中華の歴史書『三国志』の魏志倭人伝に、邪馬台国の卑弥呼の死に際した記述がある。

卑彌呼以死大作冢徑百餘歩徇葬者奴婢百餘人

卑弥呼の死をもって、周囲100歩あまりの大いなる塚を築き、100余人の奴婢が殉葬された、ということである。
『日本書紀』垂仁紀には、野見宿禰（のみのすくね）が日葉酢媛命（ひばすひめのみこと）の陵墓へ殉死者を埋める代わりに土で作った人馬を立てることを提案したという記載が残っている。埴輪の起源説話であるが考古学的には否定されている。

#### 人柱（ひとばしら）
日本では土木工事現場で犠牲となった労働者をしばしば人柱と言うが、これは元々、重機もなく自然を切り開くことが困難だった時代、橋や堤防の普請、城の築城などに際し、施工から完成後の永きに渡って崩落や決壊がないことを祈願し、生贄として人間を生き埋めにしたことから来ている。『日本書紀』に登場する茨田堤（大阪府）などが有名。
ただし、人柱は神を鎮める供物ではなく、人身御供とは異なるという見方もある。神話学者の 高木敏雄は人身御供と人柱の混同を指摘している。高木によれば、人柱は神に捧げるものではないため、神に捧げるという意味で差し出される生贄が、人身御供ということになる。
なお、南方熊楠の「南方閑話」では神に捧げられる生贄が人柱として紹介されている。

#### 儺追(追儺)との関係
江戸時代中期の国学者天野信景は著書『塩尻』にこう書いている。

…和州長谷修正の終に鬼を追う事あり頃年我熱田の神宮寺にても正月此事をはじめ侍る是は路人を執促するに非ず夫路行の旅人を捉え侍るは湖南九江の淫祠に似たり追儺は人を以て神を祭るにあらざれども世俗人は人を牲（ニエ）とする様にかたる…。

これにより、当時の一般の人々が追儺に人身御供を用いていたと勘違いしていたことがうかがえる。

#### 白羽の矢
匿名または暗黙の指名・推挙を「白羽の矢が立つ」と言うが、この言葉も元々は、霊的な存在が生贄の目印に矢を送るとされる人身御供の儀式に由来する。

##### 見附の裸祭と悉平太郎
静岡県 磐田市、淡海國玉神社の「見付天神裸祭」は台風大雨洪水となっても決行される。これは前述の「白羽の矢」の由来にもなった人身御供の儀式が、決まった日時に遅延なく行わなければならなかったことの名残であると伝わる。
その昔、遠江の見附村では毎年、どこからともなく放たれた白羽の矢が家屋に刺さると、その家は所定の年齢にある家族(娘)を人身御供として神に差し出さねばならなかった。ある時、神様がそんな恐ろしい要求をする筈がないと考えた旅の僧侶によって、神の正体が怪物だと発覚。僧侶はその怪物が怖れているのが信濃の山犬、悉平太郎(しっぺいたろう)であると知り、信濃国光前寺から悉平太郎を連れて来て、怪物を退治した。
人身御供の風習を止めた山犬の悉平太郎は、故郷である信濃側駒ヶ根市では「早太郎」と呼ばれている。

#### 三股淵
先述の「悉平太郎」をはじめ、静岡県には、人身御供や人柱の伝説が多く、民俗学者の中山太郎や神話学者の高木敏雄といった著名な学者らの著書でもよく取り上げられている例として他に、旧吉原市（現富士市吉原）の三股淵（みつまたふち）浮島沼の人身御供がある。

##### 三股淵の人身御供
三股淵（あるいは三俣淵と表記される）の付近では毎年6月28日に祭りを行うが、人身御供を伴う祭りは12年毎(他説では毎年)に行う。これは大蛇の怒りを鎮め大難を防ぐために行う。
生贄となる者の条件は、15～16歳の処女 (一説ではさらに“美女”) であること。儀式は、生贄に選ばれた少女が、生きたまま淵に投げ込まれるか、自らの入水（じゅすい）の形を取る。単なる処女ではなく、巫女が人身御供になるという説もある。人身御供を捧げる相手を単なる大蛇ではなく、竜神など神とみる向きもある。

#### アイヌの人身御供伝説
青木純二の「アイヌの伝説」では、神話学者高木敏雄が早太郎童話論考にて分類した人身御供伝説の形式以外に特異な展開を見せる伝説が書かれている。
（ただし、青木は阿寒の｢恋マリモ伝説｣等を創作している人物であり、実際にアイヌに伝わる伝説であるかは疑わしい）
即ち、「娘を奪う山の神」、「火の神の使い」、「雪の中に咲く百合の花」、「白神岬の祟」などである。これがその他の人身御供伝説と異なるのは、勇者や僧侶が人身御供となる犠牲人を助ける展開がなく、人身御供の儀式が決行され、しかもその後に後味の悪い結末が用意されている点である。例えば、「火の神の使い」では神の怒りを鎮めるための人身御供が行われたにも関わらず、神の怒りが鎮まらず、村人が全員死んでしまう。それに反して「娘を奪う山の神」は、人身御供の儀式が行われ一応成功に終わるものの、人身御供となった女性の恋人が自殺する。「白神岬の祟」は、ある権力者が恩恵を得たいがために人身御供の儀式を行い、呪いの起因をつくることになる。

## 日本の人身御供の研究

### 人身御供の分析・分類
松村武雄や神話学者の高木敏雄らは、人身御供およびその伝説について、著書の中で分類を試みている。主に、1. どの様な人物を生け贄にするか  2. 何に対して捧げられるか  によって分けられる。

### 誰を生贄にするか

#### 隻眼の人身御供
近江国（現在の滋賀県）伊香郡には、水神に対して美しい娘の生贄を奉ったが、当地では生贄となる娘が片目であったとされる。柳田國男の『一つ目小僧その他』において、人身御供と隻眼の関係が説かれている。
柳田國男の「日本の伝説」では、神が二つ目を持った者より一つ目を好み、一つ目の方が神と一段親しくなれると書いており、神の贄となる魚を通常の魚と区別するために片目にすることが紹介されている。

#### 巫女・旅人の人身御供
古事記のヤマタノオロチ「八岐のをろち」に対して、上代日本文学者の次田真幸（1909-1983）は、「をろち」の「を」は「峰（を）」「ち」は霊異を表す語句だと指摘し、頭と尾がいくつもある蛇体の水神であり、大小の支流を合わせて流れる肥河（ひのかわ　現斐伊川）の霊だとする。奇稲田姫（クシナダヒメ）は、古事記では櫛名田比売と表記される。この名は、霊妙な稲田の女神の意味で、『櫛』の文字は、比売が櫛を挿した巫女であることを暗示しているという
松村武雄は、八岐大蛇退治神話における奇稲田姫を含めた八人の犠牲者は、司霊者－すなわち “巫女の人身御供”であったとみている。  
しかしその他の人身御供伝説については、毎年一人という条件があるだけで、生贄となる者の合計などは定まっていないと指摘している。
中山太郎は著書「日本巫女史」の中で、巫女や旅人が人身御供となったと考えられる事例をあげている。
中村は、巫女が人身御供になる理由として、「それが神を和める聖職に居った為であることは言うまでもない」と述べている。
また、旅人を人身御供とした神事も各地にあったが、中山は例として、尾張國府宮の直會祭を挙げている。

此の理由は祭日に人身御供となることを土地の者が知るようになり、これを免かれんがために、外出せぬようになったので、かく旅人を捕へることになったのであるが、…（中略）…旅行者も最初の者か第三番目の者か、女子か男子か、その神社のしきたりで、種々なるものが存していた

なお尾張國府の件は、旅人も捕まることを警戒して寄り付かなくなってしまうため、尾張藩が藩命を出して止めさせたとある。
折口信夫の論じた「まれびと信仰」では、外界から来た客人を神もしくは神の使者として扱うとしており、旅人を生贄とすることは、神に近い存在の巫女を生贄にすることと共通点があると考察される。

#### 男子の人身御供
多くの人身御供伝説では、生贄の対象が女性である場合が目立つ。しかし、中山や高木は生贄に男子の場合も紹介している。 

### 何に生贄を捧げるか
「日本伝説の研究」では、自然現象の脅威に対する人々の崇拝の念と想像により、猛獣が人を捕ることを「神が人身御供を要求するもの」と考えられた、と書かれている。

#### 水田と人身御供
松村武雄は「日本神話の研究」で、穀物の豊かな収穫を確保するための呪術として犠牲人を殺す民俗が行われていたと述べている。また、水の神、田の神に実際に女性を生贄としてささげた習俗があると記している。。松村は同書で中島悦次の「穀物神と祭祀と風習」を紹介し、その中で柳田國男の「郷土誌論」を参考にした「オナリ女が田植えの日に死んだというのは、オナリ女の死ぬことが儀式の完成のために必要であったことを意味する」との文章を引用している。

#### 神隠しと人身御供
人身御供は、神が人を食うために行われるとも考えられているが、神隠しと神が人を食う事との関連を柳田國男は自身の著書「山の人生」にて書いている。柳田によれば、日本では狼は山神として考えられており、インドでは狼が小児を食うという実例が毎年あり、日本には狼が子供を取ったという話が多く伝わっているという。これが山にて小児が失踪する神隠しの一つの所以であるとも考えられる。 

### 人身御供の分析
神話学者の高木敏雄は「日本神話伝説の研究」において、人身御供伝説の形式と分類を行っている。(高木自身は、日本国内の人身御供の存在には懐疑的であったが、見付天神の人身御供を例にとって「人身御供そのものが過去の事実として信ぜられている。すべての民間伝説はその伝承地の民間においては、必ず事実として信ぜられるものであるから」述べている。)
何故人身御供が起こったのか、その謎について、高木敏雄は「日本神話伝説の研究」501頁―502頁にて考えを述べている。

凡（すべ）ての水界と空中界と、まだ人類の勢力範囲に成っていない陸界の一部分とは、神の領分である。人類社會（会）の發（発）展はこの神の領分の縮小壓（圧）迫である。領分の縮小圧迫は神に対する侵害である。この侵害に對（対）して、神は相當（当）の防禦（禦＝御）手段を取ることもあれば、相當（当）の犠牲を人類から得て満足することもある。この場合に人の生命又は身体が犠牲にされると、其處（処）に人身供犠という現象が生ずるのである。併（しか）しこの如きは、人類史上現象として餘（余）りに一般的

そして、早太郎童話論考で扱っている邪神や夜叉に女子や男子の生贄を與（与）える神話と異なる人身御供の話を同書502ページより述べている。

此（この）種の犠牲は、人類社会と利害を異にする、あるいは反対にする、廣（広）い意味でいえば、人類社会の外にある邪神に対する犠牲であって、内にある神、即ちある種族または部落の守護神、小にしては所謂（いわゆる）鎮守（ちんじゅ）の社（もり）に鎮（しずま）りまして、その部落と親密なる親子主従のような関係を持っている神に対する犠牲とは全然その性質が異なっている。後者の祭祀は、年々定まった季節又は月日に行なわれる。慣例により神聖となった、厳重な、時として面倒臭い儀式の下に行なわれる祭祀である。この祭祀の一個の必須条件として人身供犠が行なわれるが、最も狭い意味においての人身御供で、人類の宗教史上の現象として甚（はなは）だ重要なるものの一つである

この形式で行われた恐れのある祭祀が、坂戸明神の人身御供の儀式であると同書（高木敏雄「日本神話伝説の研究」岡書院1925年5月20日発行525頁―527頁）の中で高木敏雄は述べている。

坂戸明神の話に移る。久しい間の伝承で神聖にされた、馬鹿にできぬ儀式がある。祭祀の儀式としての人身御供の存在説を主張する者の提供した、或は寧ろ提供し得る證據（しょうこ）物件の中で最も有力なるものである。
爼（マナイタ）と庖丁（ホウチョウ）、それから生きた實（実）物の人間、考えたばかりでも身の毛が立つ。爼と庖丁とが、果たして人間を神に供えた風習の痕跡だとしたらどうだ。犠牲を享（う）ける神は、鎮守の社に祀られる神である。捧げるものは氏子の部落である。捧げられる犠牲は、氏子の仲間から取らなければならぬ。人身御供という風習の言葉の中には、久しい間の慣例と云うことの意味が含まれているではないか。鎮守の社の祭祀は、年毎に行われる儀式である。人身御供と云うことが此祭祀の恒例となっている以上は、春秋二度とまで行かずとも毎年一度か少なくとも二三年に一度位は行わなければなるまい。凡ての伝説は、毎年のこととしているではないか

※「広報ふじ1967　ふるさとのでんせつ」1967年5月15日発行3頁で語られる「生贄の淵」の人身御供を伴う祭りは12年毎に行われると書かれており、諏訪神社で行われていたとされる人身御供の儀式は3年毎であったと考えられているため、人身御供を伴う祭りが、必ずしも毎年あったとされているわけではない。
528頁では、人身御供伝説が史実とした場合の問題点をあげている。
528頁

普通の場合に神前へ供える物は、生贄でも果穀でも調理したものでもすべて、再び神前から下げられて、信者の口に入るとか、河へ流されるとか火に焼かれるとかする。若（も）し肉体を具えぬ神の祭壇に人を供えるとしたら、この人を殺す役目に当たる者のことも考えねばならぬ。殺す儀式のことも考えて見ねばならぬ、殺した後の死骸の始末は、更に重要な問題として考えても貰わねばならぬ

## 西アジア
聖書に、古代中東にこのような祭礼のあったことを髣髴とさせる箇所が登場する。旧約聖書レビ記（18章21節）に登場するモレクは、アモン人の主神で、神像の内部の空洞に犠牲となる人間の子供を入れ、周囲を火で炙って焼き殺したと伝えられている。ユダヤ教ではイサクの犠牲を神が止めたことによりこの行為が否定されたとされており、ユダヤ教の先進性を示しているとされる。

## ヨーロッパ

### ギリシャ
古代のアテネでは、2人の浮浪者を1年間公費で養い、祭の日に他の市民の罪や穢れを2人になすりつけておいて、最後に街の外の崖の上から突き落として、市民全体の贖罪とするという習慣があった。

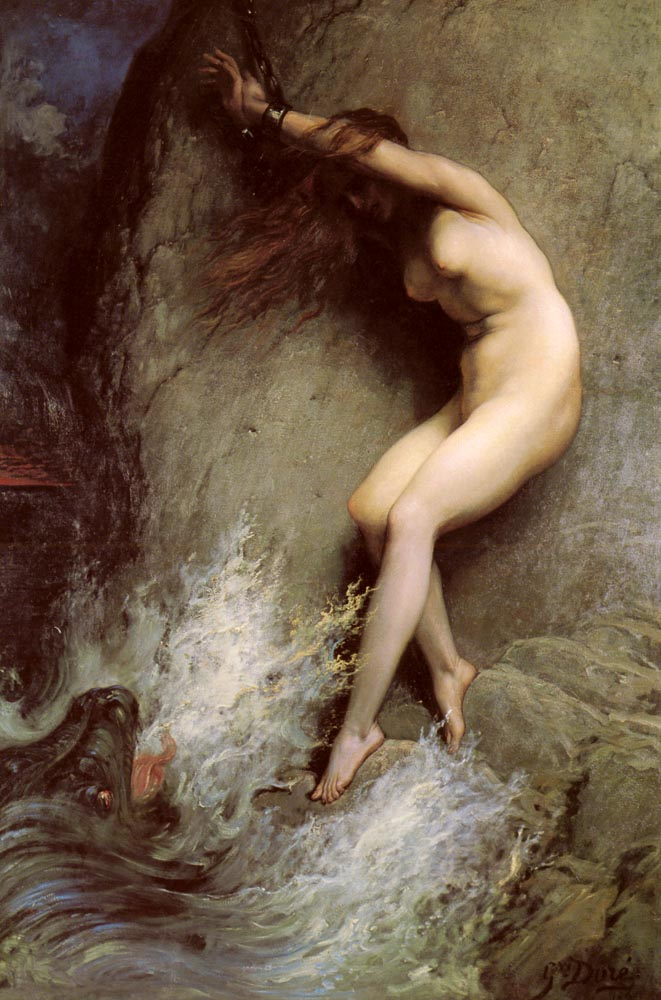
ギュスターヴ・ドレ『アンドロメダ』（1869年）

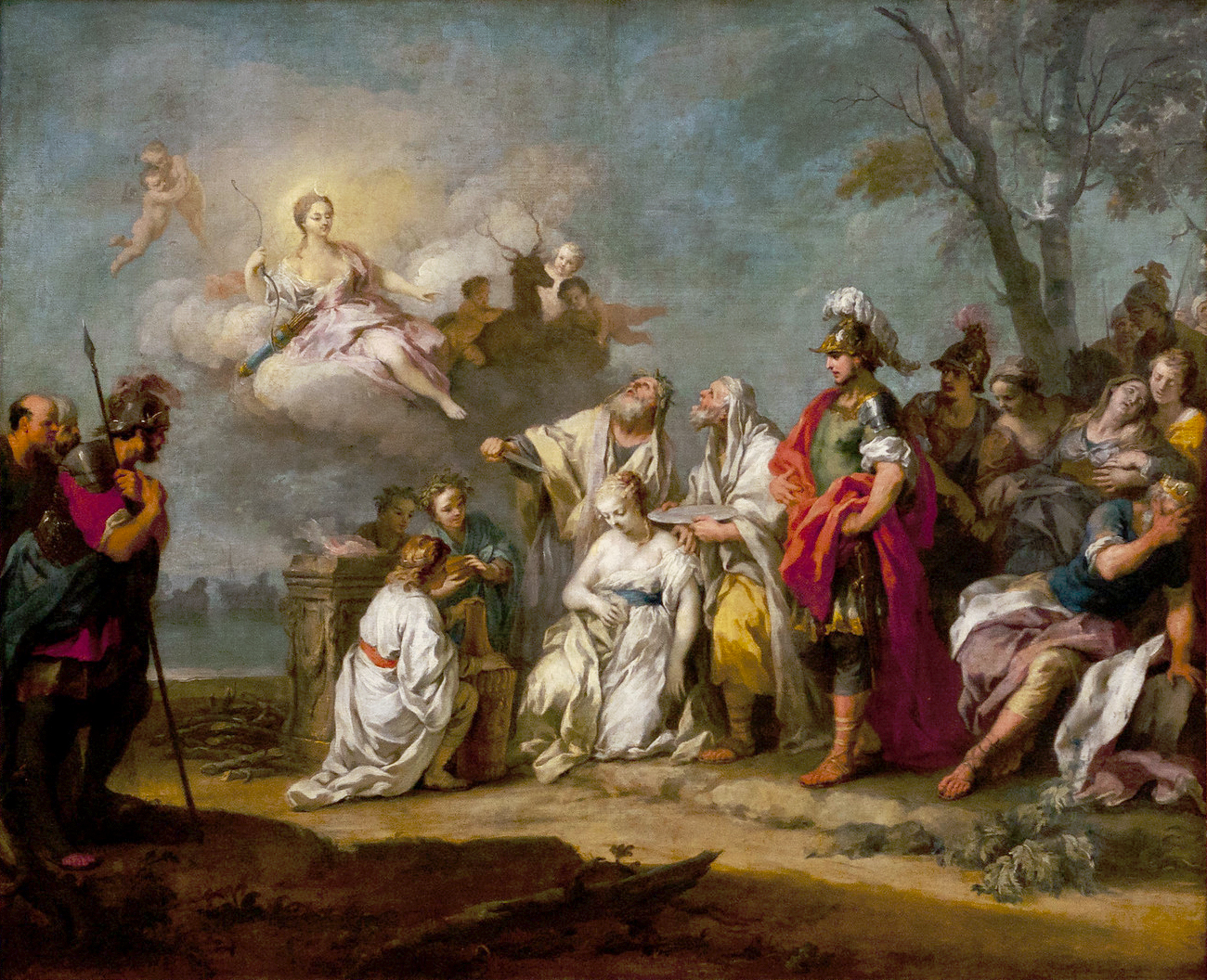
ヤコポ・アミゴーニ『イーピゲネイアの犠牲』（1740年）

### ガリア
『ガリア戦記』によれば、ガリアに住むケルト人の間では、木を編んで作った大きな人型（ウィッカーマン）の中に生贄を入れ、中の生贄ごと燃やすという風習があったと伝えられる。

### ローマ
第二次ポエニ戦争のカンナエの戦いでは、カルタゴのハンニバルにより、ローマ軍は壊滅的な状況となり、ローマは国家存亡の危機にあった。絶望したローマ人は神に助けを請い、人身御供として数人の奴隷が殺され、フォルムに埋められた。
文献で確認できる限りでは、これがローマにおける最後の人身御供である。

### リトアニア
13世紀から14世紀に至るまでリトアニアは固有の宗教を信仰していた。信仰の全容はいまだ明らかにされていない。だが、古代インド・ヨーロッパ神話の姿をとどめた、二元論的な世界理解のうえに作りあげられた精密かつ巨大な体系であり、根幹には自然崇拝と祖先崇拝が入り交じったアニミズムがあった。。
16世紀のウプサラ大司教オラウス・マグヌス・ゴートゥスによる『北方民族文化史』では、ドイツの歴史家アルベルトゥス・クランチウスとポーランドのメルコヴィータの二人の説が紹介されている。彼ら歴史家たちによれば、異教時代のリトアニアでは、「三つの神、すなわち火と森と蛇が主として崇拝されていた」という。イギリスの研究者ローウェルは、「13世紀と14世紀に（リトアニア人が）聖なる三副対の神々を崇拝していた」と考えている。特に崇められていたのは、「雷の投げ手」で主神のペルクナスである。スラヴ神話のペルーン、ゲルマン神話のトールにあたる存在である。スラヴ神話やゲルマン神話とともに、世界樹としての樫の信仰に結びついていた。同時に、彼らは火も崇拝していた。このように近隣諸民族の土着宗教と似てはいるが、リトアニアには彼らの宗教を固く守りぬく、政治力を持った強力な集団がいた。何より、支配階級の公たちが司祭の役割を果たしていた。即位時には宗教儀礼として供物を捧げた。ヴァイデロトと呼ばれる司祭階級は、ペルクナスに供物を捧げ、戦場では兵士たちを鼓舞した。彼らの儀礼では、神に生き物を捧げた。雄鶏や豚、雄牛ともに人間も供犠の対象であった。
12世紀中葉から13世紀にかけて、「北の十字軍」と呼ばれる騎士修道会の騎士たちが、キリスト教カトリックへの改宗を迫って西スラヴやバルト海東部沿岸地域へと侵攻、リーヴ人、レット人（ラトヴィア人）、エストニア人らを支配した。さらにドイツ騎士修道会が加わり、布教に名を借りた、のちにドイツ東方植民と呼ばれる激しい征服活動が行われた。リトアニアは国中でこの十字軍に対抗せねばならなかった。
1320年には、リトアニアは、捕えたサビアの領主、騎士ゲラルド・ルーデを重武装のまま火葬壇で焼いた。1389年にはメーメル（現クライペダ）の司令官、騎士ニコラス・カッサウを重装備の騎馬姿で焼き殺した。また、騎士を煙で窒息死させることもあった。騎士を供犠にする際に、重装備の騎馬姿であったのは、リトアニアの民衆に対して、彼らの火の信仰が、キリスト教の騎士などよりはるかに強いことを見せるためではないかと考えられる。

## アメリカ大陸

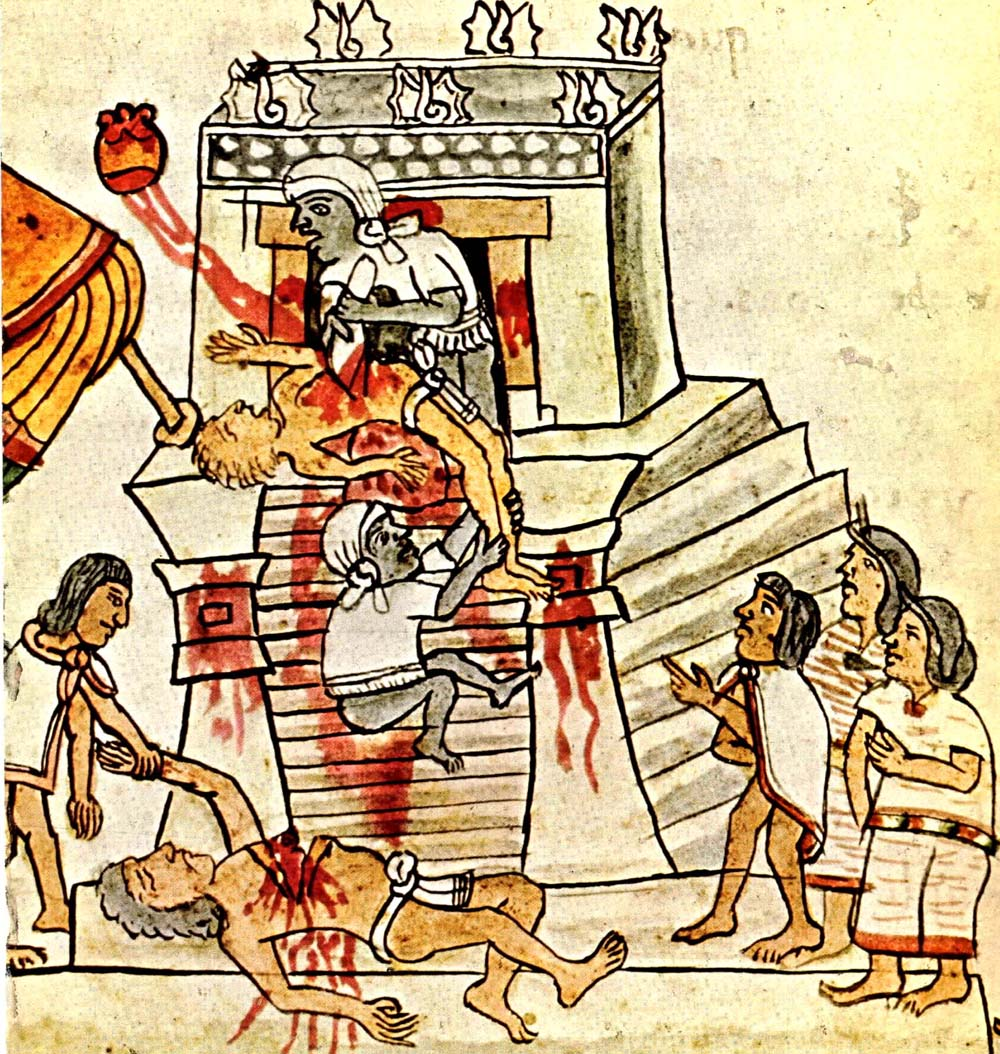
アステカの生贄の儀式。胸を裂き、心臓を取り出して神に捧げる。

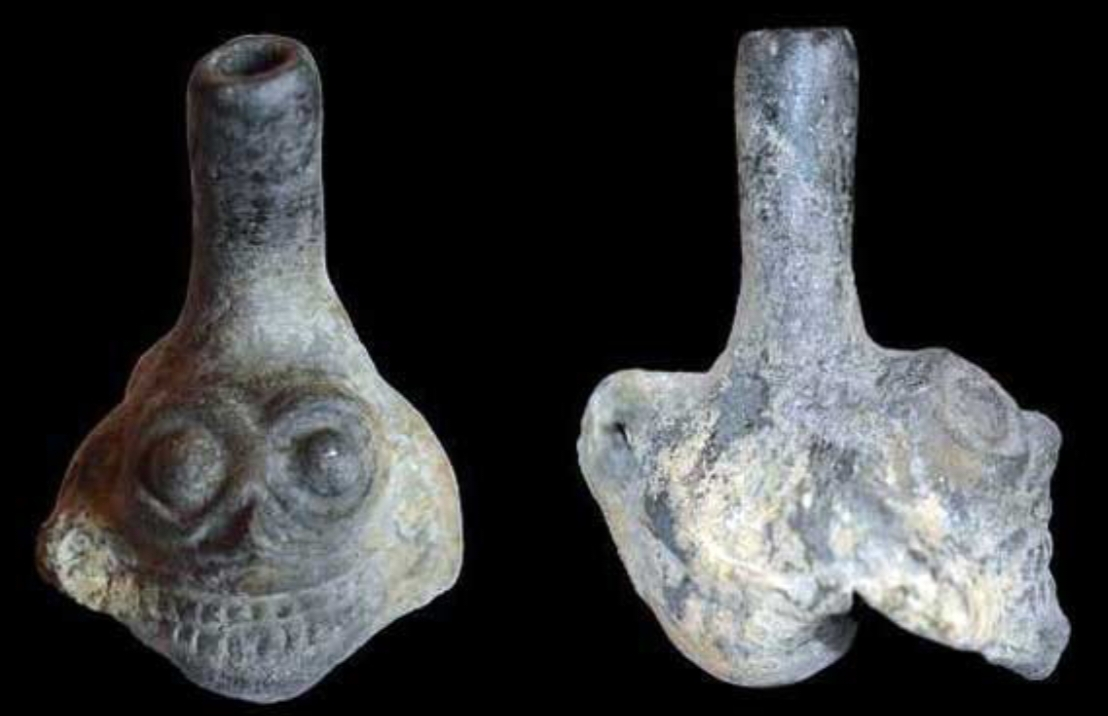
人身御供が持っていたアステカの死の笛

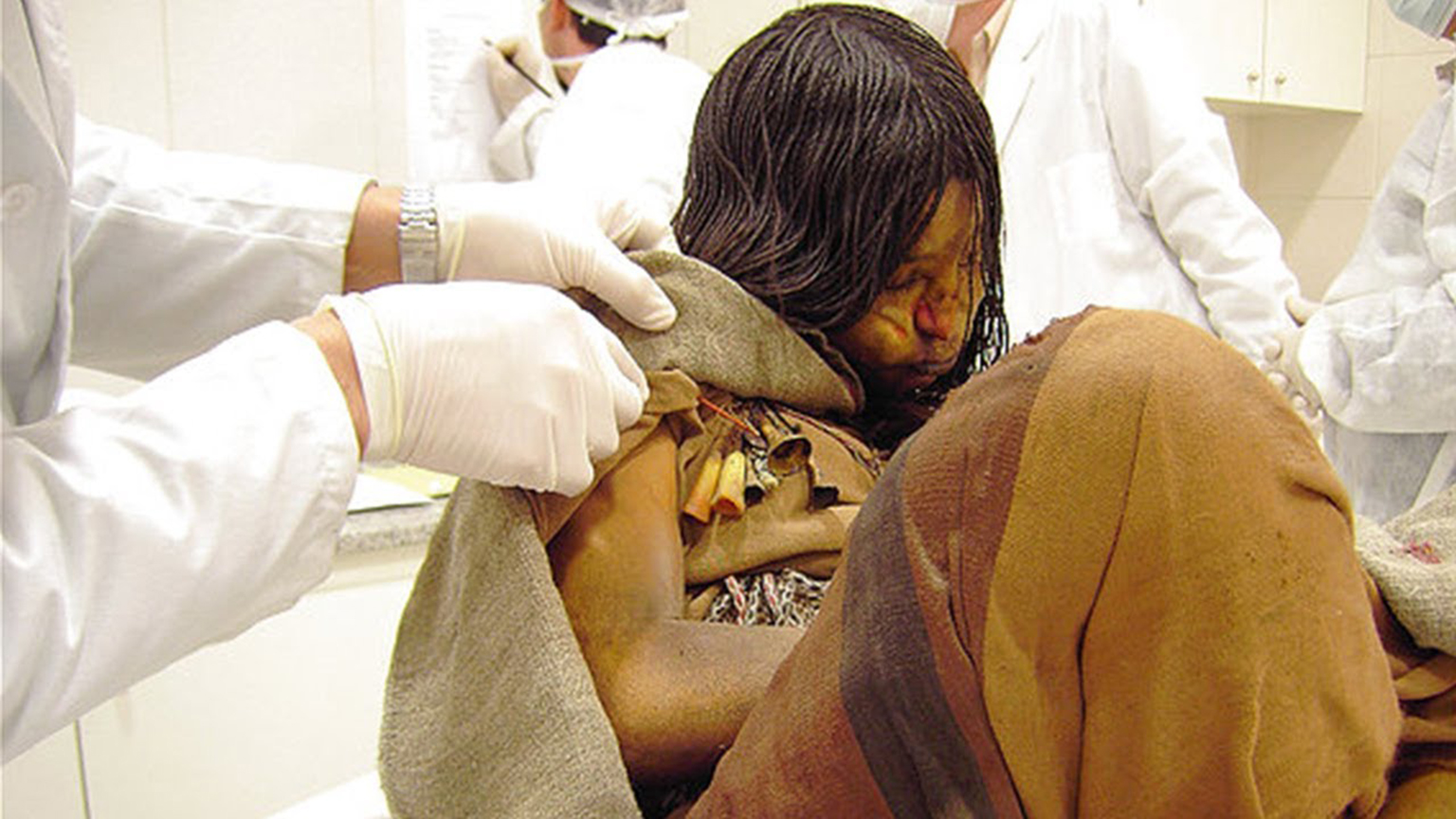
インカ帝国時代に人身御供とされた少女のミイラ (ジュジャイジャコのミイラ)。ユーヤイヤコ火山の山頂 (標高 6739 m) で発見された。

アステカ人は「太陽の不滅」を祈って、人間の新鮮な心臓を神殿に捧げた。ほかに豊穣、雨乞いを祈願して、捧げられることもあった。しかしその一方では、これら生贄に捧げられる事が社会的にも名誉であると考えられていたとされ、球技によって勝ったチームが人身御供に供されるといった風習も在った模様である。
生贄は石の台にのせられ四肢を押さえつけられ、生きたまま黒曜石のナイフで心臓をえぐり取られたとされる。生贄の多くは戦争捕虜で、生贄獲得のための花戦争も行われた。選ばれた者が生贄になることもあり、幼児や少年・少女などが神に捧げられることがあった。ただ、一説によればアステカはこのような儀式を毎月おこなったために生産力が慢性的に低下し、社会が弱体化、衰退したとも言われている。
インカでも、同種の太陽信仰に絡む人身御供を行う風習があったが、これらの生贄は社会制度によって各村々から募集され、国によって保護されて、神への供物として一定年齢に達するまで大切に育てられていたという。なおこれらの人々は旱魃（かんばつ）や飢饉などの際には供物として装飾品に身を包んで泉に投げ込まれるなりして殺された訳だが、そのような問題が無い場合には生き延び、一定年齢に達して一般の社会に戻った人も在ったという。ちなみにマヤ文明の遺跡で有名なククルカンの神殿と聖なる泉は、干ばつになった時の生け贄の儀式と関係があった。日照りは雨の神ユムチャクの怒りによるものだと考えられていたため、14歳の美しい処女を選び、少女は美しい花嫁衣裳を身にまとい、儀式の後、聖なる泉に生け贄を護衛するための若者が飛び込み、その後貢物も投げ込まれていた。
その一方で、アステカ同様に少年・少女が捧げられる事もあった。この場合には、やはり特別に募集され育てられていた少年・少女は、より神に近いとされる高山にまで連れて行き、コカの葉を与えて眠らせた後に、頭を砕いて山頂に埋められた。特にこれらの生贄では、装飾された衣服に包まれたミイラも発見されている。